# Mack van den Eerenbeemt
Mack van den Eerenbeemt (1º de julho de 1998) é um velejador arubano. 

## Trajetória esportiva
Ele ficou em 14º no evento da classe techno nos Jogos Olímpicos da Juventude de 2014 em Nanquim, China.
Em 2019, van den Eerenbeemt representou Aruba nos Jogos Pan-Americanos de 2019 em Lima, Peru, onde foi o porta-bandeira do país na parada das nações durante a cerimônia de abertura. Mack van den Eerenbeemt posteriormente conquistaria a primeira medalha de Aruba nos Jogos Pan-Americanos: um bronze no RS:X.